# Podlaski (województwo lubelskie)
Podlaski – osada leśna w Polsce położona w województwie lubelskim, w powiecie chełmskim, w gminie Żmudź.
W latach 1975–1998 miejscowość należała administracyjnie do województwa chełmskiego.